# Wilhelm Grimmelmann
Herman Johan Wilhelm Grimmelmann (Német Birodalom, Asendorf, 1893. január 15. – USA, Connecticut, West Haven, 1958. december 8.) német születésű olimpiai bronzérmes dán tornász.
Az 1912. évi nyári olimpiai játékokon indult tornában és a csapat összetettben szabadon választott szerekkel bronzérmes lett.
Klubcsapata a KSG volt.